# Senén Orlando Pupo
Senén Orlando Pupo Rojas (Fray Benito, Holguín, 1973) es un poeta cubano. 
Autor de libros como Poemas descalzos (Ediciones Fidelia, ISACA, 1992),  Poemas para alcanzar a los halcones (Ediciones Holguín, 1995), Palabras de Vidrio (Editorial Oriente, 1999), Sin herir al cordero (Ediciones Ávila, 2002) y Los árboles de la heredad. Poetas de Bariay  (Ediciones Holguín, 2003). Sus poemas aparecen recogidos además en varias antologías de poetas cubanos tanto en Cuba y como en el extranjero.
Ha recibido los Premios Santiago de Cuba de Poesía 1997 y el Juan Marinello de Poesía 1999 de la Ciudad de Banes. Ha resultado finalista del X Premio Internacional de Poesía Gastón Baquero 2017 y ganador del VI Concurso Internacional de Poesía "La palabra de mi voz" 2019. Reside en Melilla, Rafael Freyre. Está reconocido como uno de los más ilustres poetas de su generación. 
- Datos: Q6125053